# Oreagrion pectingi
Oreagrion pectingi är en trollsländeart som beskrevs av Brooks och Richards 1992. Oreagrion pectingi ingår i släktet Oreagrion och familjen dammflicksländor. Inga underarter finns listade i Catalogue of Life.